# Cuphea aequipetala
Cuphea aequipetala là một loài thực vật có hoa trong họ Lythraceae. Loài này được Cav. mô tả khoa học đầu tiên năm 1798.